# هررينغس غرين (بيدفوردشير)
هررينغس غرين (بالإنجليزية: Herrings Green)‏ هي قرية تقع في المملكة المتحدة في شرق انجلترا.